# Participe passé
Das participe passé ist eine Verbform aus der französischen Sprache. Es ist ein Partizip, welches zur Bildung verschiedener Zeitformen und Modi notwendig ist.

## Bildung desparticipe passé
- bei regelmäßigen Verben mit der Endung -er: Stamm + é (zum Beispiel travailler – travaillé (arbeiten))
- bei regelmäßigen Verben mit der Endung -ir: Stamm + i; bzw. Infinitiv ohne -r (zum Beispiel atterrir – atterri (landen))
- bei regelmäßigen Verben mit der Endung -re: Stamm + u (zum Beispiel descendre – descendu (hinabgehen), paraître – paru (scheinen))
- bei regelmäßigen Verben mit der Endung -oir: Stamm + u (zum Beispiel vouloir – voulu (wollen))
- bei unregelmäßigen Verben muss man das Partizip lernen (zum Beispiel avoir – eu (haben), être – été (sein), faire – fait (machen), rire – ri (lachen), dire – dit (sagen), devoir – dû (müssen), naître – né (geboren werden), vivre – vécu (leben), mourir – mort (sterben))

## Verwendung
Das participe passé ist zur Bildung der folgenden Verbformen erforderlich:

### Indicatif
- Futur antérieur – Il aura pensé.
- Passé composé – Il a pensé.
- Passé antérieur – Il eut pensé.
- Plus-que-parfait – Il avait pensé.

### Subjonctif
- Passé composé du subjonctif – Qu’il ait pensé.
- Subjonctif plus-que-parfait – Qu’il eût pensé.

### Conditionnel
- Conditionnel passé – S’il avait pensé, il aurait eu pensé.

### Impératif
- Impératif passé – Aie pensé.

## Konjugation
Bei zusammengesetzten Verbformen wird das participe passé je nach Verb entweder mit avoir oder mit être konjugiert. 
- Das participe passé der meisten Verben wird mit avoir konjugiert – J’ai dit.
- Manche Verben werden mit être konjugiert – Je suis descendu(e).
- Reflexive Verben werden mit être konjugiert – Je me suis fâché(e).

Die Flexion des participe passé in diesen Beispielen wird in den folgenden Abschnitten erklärt.

## Flexion

### Flexion beiêtre
Mit être konjugierte participes passés werden dem Subjekt angepasst. Bei mit avoir konjugierten participes passés ist dies nicht der Fall:
- Nous sommes allé(e)s. – Konjugation mit être, Subjekt im Plural
- Aber: Nous avons donné. – Konjugation mit avoir, keine Flexion trotz Subjekt im Plural

### Flexion beimcomplément d'objet direct
Steht vor dem zum participe passé gehörenden Verb ein complément d’objet direct (COD), so wird das participe passé diesem COD angepasst. Ob die Konjugation dabei mit avoir oder être erfolgt, spielt in diesem Fall keine Rolle. Beim complément d’objet indirect (COI) erfolgt hingegen keine Flexion des participe passé:
- Je les ai vu(e)s. – das COD „les“ steht vor dem Verb.
- Voici les gens que tu as vu(e)s. – das COD „les gens“ steht vor dem Verb.
- Aber: Je leur ai donné les livres. – das COD „les livres“ steht erst nach dem Verb, „leur“ ist ein COI.
- Mischform: Je les leur ai donné(e)s. – das COD „les“ vor dem Verb verlangt auch dann die Flexion des participe passé, wenn zusätzlich ein COI (in diesem Fall „leur“) vor dem Verb steht.

### Flexion bei reflexiven Verben
Reflexive Verben werden mit être konjugiert und verlangen im Normalfall ein auf das Subjekt bezogenes COD vor dem Verb, das participe passé wird daher in diesen Fällen ebenfalls angepasst.
- Nous nous sommes demandé(e)s. – Subjekt „nous“ und COD „nous“ stehen beide im Plural.
- Je me suis demandé(e). – Subjekt „je“ und COD „me“ verlangen im Femininum eine Flexion des participe passé.

### Maskuliner und femininer Plural
Der feminine Plural wird nur dann gebildet, wenn die Flexion sich ausschließlich auf weibliche Subjekte und/oder CODs bezieht. In allen anderen Fällen, in denen eine Flexion des participé passé erforderlich ist, benutzt man den maskulinen Plural.
- Les femmes sont parties en vacances. – Konjugation mit „être“, ausschließlich feminine Subjekte verlangen die feminine Flexion.
- Les cent femmes et leur chien sont partis en vacances. – nicht ausschließlich weibliche Subjekte verlangen die maskuline Flexion.
- Ma femme et moi nous sommes demandés. – bei reflexiven Verben
- Concernant les filles et le garçon, je les ai faits monter. – bei gemischtgeschlechtlichem COD